# Ramón Serrano Suñer
Ramón Serrano Súñer (Cartagena, 12 de setembro de 1901 – Madrid, 1 de setembro de 2003) foi um advogado e político espanhol, seis vezes ministro dos primeiros governos franquistas entre 1938 e 1942, ocupando as carteiras de Interior, Governação e Assuntos Exteriores, presidente da Junta Política da Falange Espanhola Tradicionalista das JONS (1938).
Conhecido popularmente com o apelido do Cunhadíssimo (ao ser irmão político de Carmem Polo, esposa de Francisco Franco), Ramón Serrano Súñer foi um dos principais políticos do Regime nos seus primeiros anos, tanto no jurídico como no político, sendo autor principal do Foro do Trabalho (1938). Reconhecido pela sua germanofilia, promoveu o envio da Divisão Azul para lutar contra a União Soviética, como unidade militar integrada à Wehrmacht, após o seu trabalho diplomático durante as negociações com o governo alemão que culminaram no encontro de Franco com Hitler em Hendaye em 23 de outubro de 1940.
Com o declínio da Alemanha nazi, também decaiu a sua sorte política, sendo destituído em 1942 e postergado pelo Regime franquista.

## Biografia

### Primeiros anos
Filho de José Serrano Lloveres e de Carmen Suñer Font de Mora. A família paterna era originária de Tivissa (Tarragona) e a materna de Gandesa (Tarragona). Seu pai era um engenheiro de caminhos destinado temporalmente em Cartagena, cidade onde nasceu, como também o estivera em Castelló de la Plana e finalmente em Madrid, em cuja Universidade Central cursou a carreira de Direito, licenciando-se com prêmio extraordinário em 1923. Presidiu a Associação Profissional de Estudantes, e na faculdade conheceu José Antonio Primo de Rivera, secretário da mesma associação estudantil, filho do ditador Miguel Primo de Rivera e posterior fundador da Falange Espanhola. Serrano era amigo de José Antonio (com Raimundo Fernández Cuesta seria o seu testamenteiro) e compartia com ele, desde o republicanismo inicial até ideias de subversão do poder estabelecido, que derivaram na admiração pela Itália fascista de Benito Mussolini.
Ganhou posteriormente as oposições ao corpo de advogados do Estado sendo ainda menor de idade Ocupou praça em Castelló, embora umas semanas depois passou a Saragoça, onde se instalaria por vários anos. Conheceu ali a Ramona Polo Martínez-Valdés, irmã de Carmen Polo, esposa do general Franco, naquela época diretor da Academia General Militar. Após uns anos de noivado, casaram-se em 6 de fevereiro de 1932 em Oviedo, cidade de origem e residência da noiva, na igreja São João o Real. Por parte do noivo foram testemunhas Franco e José Antonio Primo de Rivera, que se conheceram por ocasião desta cerimônia.
Serrano Súñer entrou oficialmente na política apresentando-se ao Congresso dos Deputados pela circunscrição de Saragoça para ocupar a cadeira que deixara livre Niceto Alcalá-Zamora, que também fora eleito por Jaén e optou por representar a esta circunscrição. A sua candidatura, improvisada pelo setor mais poderoso da economia local, tomou o nome de União de Direitas de Saragoça. Após o insucesso, em 1933 obteve uma cadeira na mesma província coligado na CEDA. Paralelamente aos seus trabalhos parlamentares, participou na conspiração para demolir a Frente Popular: em março de 1936 promoveu uma reunião clandestina entre o general Franco, prestes a partir para o seu destino em Canárias, e José Antonio Primo de Rivera, que não teve sucesso.

### A Guerra Civil
O início da Guerra Civil surpreendeu-o em Madrid, em onde foi recluído no Cárcere Modelo. Ali conseguiu ser transladado para uma clínica privada, sob custódia, por uma suposta ou real úlcera gástrica. Em 20 de janeiro de 1937 conseguiu evadir-se vestido de mulher e refugiou-se na Legação da Holanda, desde onde, com um falso salvo-conduto de militar republicano, chegou até Alacant para se reunir com a sua esposa e os seus filhos e embarcar num buque de guerra argentino que o levaria a Marselha.
Cruzou França até Biarritz e passou pela fronteira de Hendaye à zona sob controle franquista, conseguindo chegar a Salamanca, capital provisória dos sublevados, em 20 de fevereiro de 1937. Ali foi acolhido pelo seu cunhado, recentemente nomeado como Chefe do Estado e Generalíssimo dos Exércitos. Com o apoio chave de Carmem Polo, Serrano Súñer não tardou muito em dispor de poder civil. Em 19 de abril já redigira o Decreto de Unificação que fusionou a Falange e a Comunhão Tradicionalista Carlista no partido único Falange Espanhola Tradicionalista e das JONS, um dos pilares do chamado Movimiento Nacional.
Franco nomeou-o presidente da Junta Política da FET.
Serrano entrou a formar parte do primeiro governo franquista em janeiro de 1938, como ministro do Interior, assumindo em dezembro do mesmo ano a carteira de Governação, resultado da fusão de Interior e Ordem Pública. Entre os seus cometidos encontrava-se a repressão, o controle dos meios de comunicação e a propaganda.
Foi autor principal do Foro do Trabalho, promulgado em 9 de março de 1938, que seria a primeira das Leis Fundamentais que constituiriam o Estado franquista. O foro regia a convivência laboral entre os espanhóis, inspirando-se na Carta di Lavoro italiana de 1927. Também promulgou a Lei de imprensa]], que submetia todos os meios de comunicação nacionais à censura prévia.

### Gestões  com Hitler
Terminada a Guerra Civil, Franco decidiu mudar o Governo em 9 de agosto de 1939, correspondendo a Serrano Súñer a carteira de Assuntos Exteriores. O início da Segunda Guerra Mundial e a fulgurante sequência de vitórias das forças do Eixo, somados à fama e a preponderância de Serrano Súñer, principal valedor da germanofilia no governo, fez com que a aliança com a Alemanha nazi chegasse ao topo nos primeiros anos da guerra.

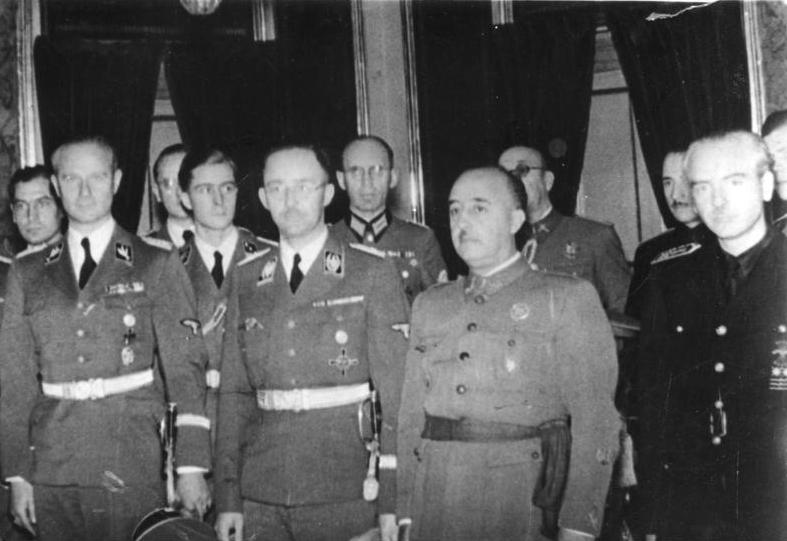
De direita a esquerda: Serrano Súñer, Franco, Heinrich Himmler e o general Karl Wolff (detrás de Franco está o general Moscardó).

Em 13 de setembro de 1940 como enviado especial de Franco  parte para a Alemanha acompanhado de um séquito em favor do nacional-socialismo. Um mês depois, em outubro, preparou a entrevista que manteriam Franco e Hitler em Hendaye com o objetivo de negociar a possível entrada da Espanha na contenda do lado do Eixo, finalmente sem sucesso, essencialmente por causa das estremas petições nazistas e das desmesuradas compensações pedidas por Franco.
Após este revés à sua germanofilia, em 1941, Serrano Súñer organizou a Divisão Azul após o começo da invasão da URSS, a chamada Operação Barbarroja. Assim, a Espanha franquista devolveria o apoio de Hitler na Guerra Civil sem se tornar em beligerante na Segunda Guerra Mundial. Algo mais de 50 000 falangistas e militares espanhóis, embora muitos recrutados na marra vestiram o uniforme da Wehrmacht até o ditador espanhol pactuar a sua retirada em finais de 1943, por causa das pressões dos aliados e coincidindo com a virada desfavorável da guerra para o Eixo.

### Declínio da sua carreira política
A entrada dos Estados Unidos na guerra e os reveses alemães na União Soviética começaram a inclinar a balança do lado dos Aliados, com o que a sorte de Serrano Súñer iniciou o seu declínio. Em  3 de setembro de 1942 foi apartado do governo após os incidentes da Basílica de Begoña em Bilbau, entre falangistas e carlistas, num ato ao que assistia o general Varela, ministro do Exército e simpatizante dos requetés.
Posteriormente dedicar-se-ia à advocacia, além de ser, até 1957, procurador nas Cortes franquistas.
Em 1 de setembro de 2003 faleceu aos 101 anos em Madrid. Poucas semanas antes fora apresentada uma querela criminal, por delitos de genocídio, num tribunal de Paris, impulsionada por um grupo de ex deportados em campos de concentração nazistas.

## Imputado por crimes contra a humanidade e detenção ilegal
Foi um dos trinta e cinco altos cargos do franquismo imputado pela Audiência Nacional no sumário instruído por Baltasar Garzón, pelos delitos de detenção ilegal e crimes contra a humanidade cometidos durante a Guerra civil espanhola e nos primeiros anos do regime, e que não foi processado ao comprovar-se o seu falecimento.